# Lgow
Lgow (russisch Льгов) ist eine Stadt in der Oblast Kursk (Russland) mit 21.453 Einwohnern (Stand 14. Oktober 2010).

## Geografie
Die Stadt liegt im Südteil der Mittelrussischen Platte etwa 80 km westlich der Oblasthauptstadt Kursk am Seim, einem linken Nebenfluss der in den Dnepr mündenden Desna.
Lgow ist der Oblast administrativ direkt unterstellt und zugleich Verwaltungszentrum des gleichnamigen Rajons.

## Geschichte

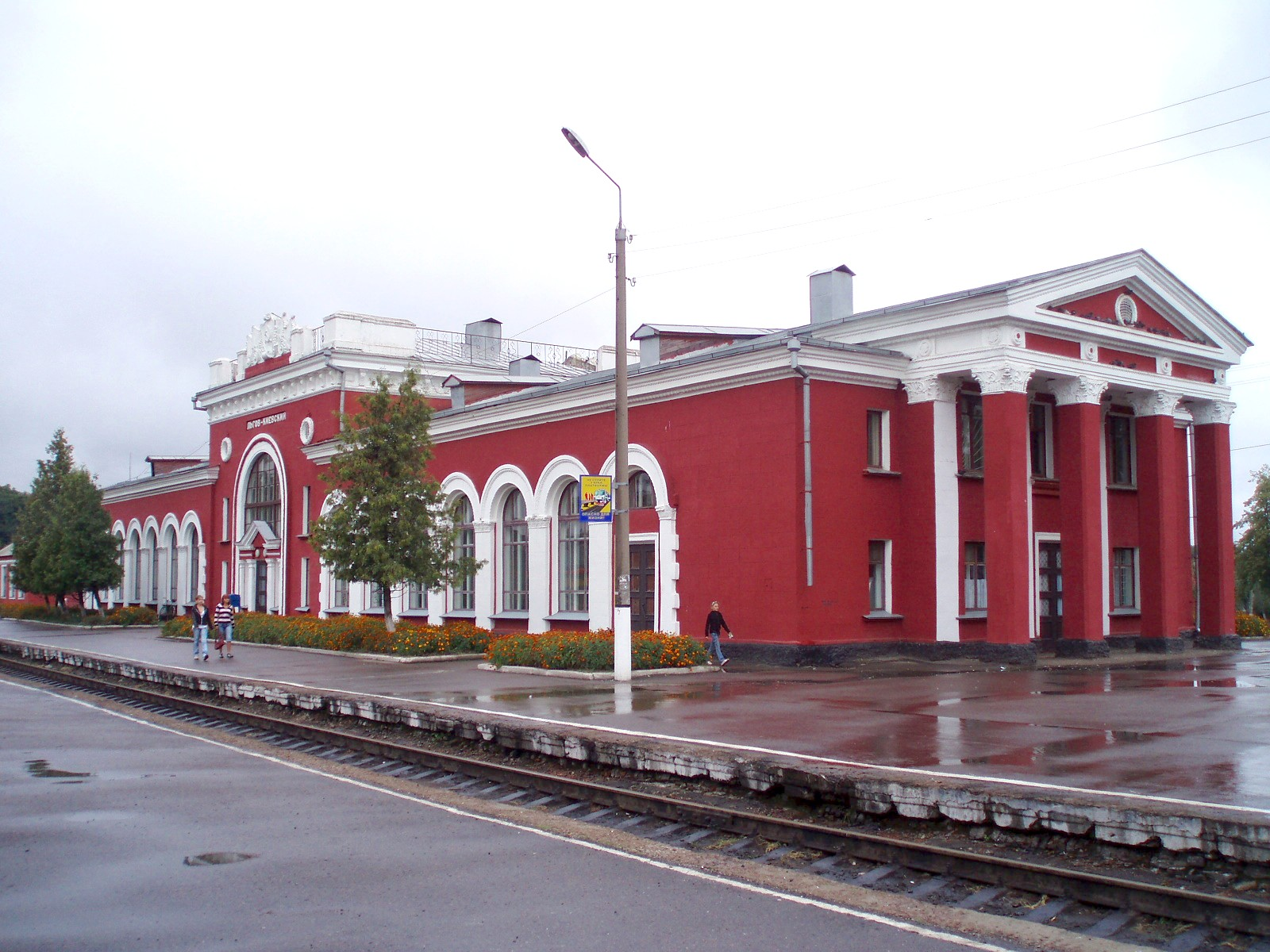
Der Bahnhof von Lgow

In altrussischen Chroniken ist an Stelle der heutigen Stadt für die Jahre 1152 und 1207 eine Stadt Olgow (abgeleitet vom Namen Oleg) erwähnt. Sie wurde im 13. Jahrhundert von den Mongolen zerstört.
1669 wurde an Stelle der alten Stadt ein Kloster gegründet, welches bis 1764 existierte. Die um das Kloster entstandene Siedlung erhielt 1779 das Stadtrecht.
Mit dem Eisenbahnbau in der zweiten Hälfte des 19. Jahrhunderts (die ursprünglich kürzeste Verbindung zwischen Moskau und Kiew führte über Lgow) kam es zu einem wirtschaftlichen Aufschwung durch das Entstehen von Betrieben zur Verarbeitung landwirtschaftlicher Erzeugnisse.
Im Zweiten Weltkrieg wurde Lgow am 27. Oktober 1941 von der deutschen Wehrmacht besetzt und am 3. März 1943 von Truppen der Woronescher Front der Roten Armee im Rahmen der Schlacht um Charkow zurückerobert.
1954 wurden umliegende Ortschaften, so die Siedlung städtischen Typs Lgowski, eingemeindet, sodass sich die Stadt heute über eine relativ große Fläche mit mehreren Ortskernen erstreckt.

### Bevölkerungsentwicklung
| Jahr | Einwohner | Bemerkung                                     |
| ---- | --------- | --------------------------------------------- |
| 1897 | 04.321    |                                               |
| 1939 | 07.732    | plus etwa 7.600 selbständige Siedlung Lgowski |
| 1959 | 21.328    |                                               |
| 1970 | 25.110    |                                               |
| 1979 | 26.523    |                                               |
| 1989 | 25.643    |                                               |
| 2002 | 23.783    |                                               |
| 2010 | 21.453    |                                               |
| 2021 | 17.557    |                                               |

Anmerkung: Volkszählungsdaten

## Kultur und Sehenswürdigkeiten
Die Stadt verfügt über ein Heimatmuseum und ein Literarisch-historisches Museum.
In der Nähe liegt der ehemalige Landsitz der Fürsten Baratynski aus der ersten Hälfte des 19. Jahrhunderts.

## Wirtschaft
In Lgow gibt es Betriebe der Lebensmittelindustrie (u. a. Zuckerfabrik), des Maschinen- und Gerätebaus (u. a. Ausrüstungen für die Zuckerindustrie) sowie der Baumaterialienwirtschaft.
Der Bahnhof Lgow-Kijewski der Stadt ist ein bedeutender Eisenbahnknotenpunkt. Er liegt an der 1868 eröffneten Eisenbahnstrecke Kiew–Kursk, die hier von der Strecke Brjansk–Charkiw (eröffnet 1887 bzw. 1911) gekreuzt wird.
Durch Lgow führt die Regionalstraße R199 Kursk–Kurtschatow–Rylsk–ukrainische Grenze und weiter nach Hluchiw.

## Persönlichkeiten
- Nikolai Assejew (1889–1963), Dichter, geboren in Lgow
- Borys Bukrejew (1859–1962), Mathematiker, geboren in Lgow
- Arkadi Gaidar (1904–1941), Schriftsteller, geboren in Lgow